# Phaenocarpa pulchricornis
Phaenocarpa pulchricornis är en stekelart som beskrevs av Szepligeti 1911. Phaenocarpa pulchricornis ingår i släktet Phaenocarpa och familjen bracksteklar. Inga underarter finns listade i Catalogue of Life.